# Cañete de las Torres
Cañete de las Torres és una localitat de la província de Còrdova, Andalusia, Espanya.

## Demografia
| 1996  | 1998  | 1999  | 2000  | 2001  | 2002  | 2003  | 2004  | 2005  | 2006  |
| ----- | ----- | ----- | ----- | ----- | ----- | ----- | ----- | ----- | ----- |
| 3.420 | 3.424 | 3.385 | 3.328 | 3.310 | 3.295 | 3.221 | 3.209 | 3.210 | 3.211 |

## Història
Les primeres notícies sobre l'activitat humana en el terme d'aquesta vila coincideixen amb la revolució neolítica, l'economia de la qual estava representada per agricultors, agrupats en poblats. Bastant significatius de l'edat del bronze són les troballes obtingudes en superfície a Puentes Viejos, El Vilano, El Fogón, Cabeza Lavada i, sobretot, en el ric jaciment de la Haza de la Virgen. Per la seva proximitat a Obulco (actual Porcuna), la civilització ibèrica ha deixat constància del seu pas per Cañete. Aquí es van trobar animals esculpits en pedra, monedes i ceràmiques típiques d'aquesta cultura, i fins i tot un recinte fortificat, el Mas Real. Poblada en l'època romana, i anteriorment pels ibers, es creu que es tracta de Calpurniana, ciutat fundada per Calpurni Pisó, encara que no hi ha certesa clara d'això. Altres teories asseguren que va ser fundada per Juli Cèsar el 45 aC., encara que tampoc hi ha certesa d'això. Aquí es va preparar la batalla de Munda contra els fills de Pompeu.
Una bona mostra de l'etapa romana de Cañete de les Torres es troba en La Haza de la Virgen, on, segons els més vells del lloc, va estar la ciutat abans esmentada de Calpurriana, al Callejón de los Moros, en la qual diverses escultures tallades en la roca van quedar sepultades amb materials de farciment llançats pels veïns, i en el Mas El Alamillo, que va proporcionar una taula de bronze amb inscripcions en llatí. En altres llocs apareixen restes de canonades de plom, vestigis de construccions, tombes, monedes, molins, útils de conreu i ceràmiques comunes i de luxe, tant hispàniques com d'importació, decorades a motlle i llises. La presència visigoda a Cañete de les Torres es constata per la presència de maons amb relleus de rosetes o inscripcions en les vores, mentre que del temps dels musulmans, que és quan afloren els documents d'aquest poble amb major profusió, sobretot a partir del segle x, queden restes repartides per diferents zones del terme municipal.
Durant la reconquesta, va ser perduda i recuperada diverses vegades pels cristians a causa de la seva situació fronterera. Finalment, la va conquerir Ferran III deixant-la sota la jurisdicció de la ciutat de Còrdova; al 1293 el rei Sanç IV de Castella la va cedir al senyoriu d'Alfonso Fernández de Còrdova. Va canviar de mans fins a arribar al ducat de Medinaceli, que va ostentar el marquesat fins a l'extinció dels senyorius en el segle xix.